# Ange Postecoglou
Angelos Postecoglou (grekiska: Άγγελος Ποστέκογλου), född 27 augusti 1965 i Néa Filadélfeia, är en australisk fotbollstränare och tidigare fotbollsspelare som fram till 5 juni 2025 var tränare för Tottenham Hotspur.
Ange Postecoglou spelade fyra landskamper för det australiska landslaget.
Postecoglou föddes i Néa Filadélfeia, en förort till Aten i Grekland. Vid fem års ålder (efter att fadern förlorat sitt företag när Grekiska militärjuntan 1967-1974) tog över makten), flyttade familjen till Australien där Postecoglou växte upp i Melbourne. Han är gift och har tre söner.

## Tränarkarriär
Ange Postecoglou var tränare för det australiska landslaget 2013–2017. Postecoglou ledde det australiska landslaget till finalen i Asiatiska mästerskapet i fotboll 2015 och vann guldet. Han blev utsedd till Asian Football Confederation "Manager of the Year" 2015.
Den 10 juni 2021 meddelade Celtic att de anställt Postecoglou som ny huvudtränare i klubben. Under sin andra säsong ledde Postecoglou Celtic till klubbens åttonde trippel efter att ha vunnit Scottish Premiership, Scottish Cup och ligacupen.
Den 6 juni 2023 presenterades Postecoglou som huvudtränare för Tottenham Hotspur. Med sin utnämning blev han den första australiska tränaren i Premier League.
Efter ha inlett Premier League-säsong 2023/24 starkt som ligaledare efter tio omgångar drabbades Spurs av många allvarliga skador på spelare i nyckelpositioner och laget slutade på en femteplats. 
Säsong 2024/25 kantades även den av många skador och laget slutade på sjuttondeplats. Även om Spurs denna säsong vann UEFA-turneringen Europa League (Spurs tredje i historien) och därmed lyckades bryta klubbens titeltorka i sexton år, så fick Postecoglou sitt anställningskontrakt avslutat den 6 juni 2025.